# Axel Hausmann (Physiker)
Axel Hausmann (* 15. Mai 1939 in Ludwigslust; † 20. Juni 2014 in Aachen) war ein deutscher Physiker und Hochschullehrer, Philosoph sowie Hobby-Historiker.

## Vita
Axel Hausmann studierte Physik, Philosophie und Archäologie an der Universität Göttingen. Dort schloss Hausmann 1964 das Studium als Diplom-Physiker ab und promovierte zwei Jahre später bei Rudolf Hilsch am 1. Physikalischen Institut der Universität Göttingen über Elektronenspin-Resonanz in Alkalihalogenid-Kristallen mit Schwefel- und Selenzusätzen.
Anschließend übernahm ihn das 2. Physikalischen Institut B der RWTH Aachen als wissenschaftlichen Assistenten. Nachdem Hausmann sich dann im Jahr 1970 im Fach Physik zum Thema Ein „F-Zentrum“ als paramagnetischer Donator in Zinkoxid habilitiert hatte, wurde er 1972 zunächst zum außerplanmäßigen Professor ernannt und schließlich 1974 zum ordentlichen Professor für das Fachgebiet „Experimentalphysik für Mediziner“ berufen. Diese Tätigkeit übte Axel Hausmann bis zu seiner Emeritierung im Jahr 2004 aus.
Axel Hausmann spezialisierte sich unter anderem auf die Struktur von Fehlstellen und Fremdatomen in Kristallen, vor allem in II-VI-Verbindungshalbleitern. Dabei war er maßgeblich an der Weiterentwicklung der Methoden der Elektronenspin und der Elektron-Kern-Doppelresonanz sowie an der Kryostatentechnik beteiligt.
Neben seiner Lehrtätigkeit beschäftigte sich Hausmann, der sich selbst als „Universaldilettant“ bezeichnete, mit der Geschichte Aachens und veröffentlichte mehrere Bücher zur Aachener Stadtgeschichte. Darin erörterte er die Annahme, dass die gesamte Pfalzanlage nach einem einheitlichen geometrischen Prinzip gebaut wurde. Ein weiterer Schwerpunkt seiner Forschungen war die Geschichte Griechenlands sowie die Atlantis-Forschung. Bekanntheit erlangte er durch seine im Selbstverlag publizierte These, Platons Atlantis sei identisch mit einem Plateau zwischen Malta und Sizilien. 2007 fand eine große Atlantis-Konferenz in Milos statt, zu der er eingeladener Redner war.

## Veröffentlichungen (Auswahl)
- Kreis, Quadrat und Oktogon. Struktur und Symbolik der Aachener Kaiserpfalz, Meyer & Meyer, Aachen 1994, ISBN 3-89124-220-4.
- Aachen zur Zeit der Römer. Der Goldene Schnitt, Meyer & Meyer, Aachen 1994, ISBN 3-89124-271-9.
- Aachen – Residenz der Karolinger, Meyer & Meyer, Aachen 1995, ISBN 3-89124-313-8.
- Aachen im Mittelalter. Königlicher Stuhl und kaiserliche Stadt, Meyer & Meyer, Aachen 1997, ISBN 3-89124-356-1.
- Cherubim und Kreuze. Karolingische Bronzen im Aachener Dom, Meyer & Meyer, Aachen 2000, ISBN 3-89124-608-0.
- Atlantis. Die versunkene Wiege der Kulturen, Selbstverlag, Aachen 2000, ISBN 3-8311-0249-X.
- Der goldene Schnitt. Göttliche Proportionen und noble Zahlen, Selbstverlag, Aachen 2002, ISBN 3-8311-2442-6.
- Der Diskus von Phaistos. Ein Dokument aus Atlantis, Selbstverlag, Aachen 2002, ISBN 3-8311-4548-2 inzip i